# Batmönchiin Battsetseg

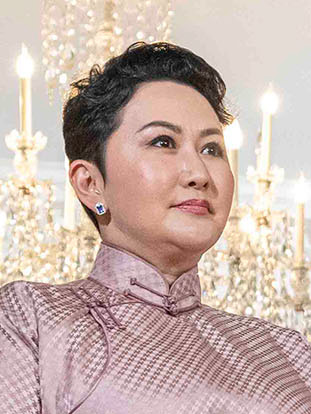
Batmönchiin Battsetseg, 2024

Batmönchiin Battsetseg (mongolisch Батмөнхийн Батцэцэг, ᠪᠠᠲᠤᠮᠥᠶᠢᠩᠬᠡ ᠶᠢᠨ ᠪᠠᠲᠤᠴᠡᠴᠡᠭ; * 9. Dezember 1973 in Bajanchongor-Aimag) ist eine mongolische Politikerin und die derzeitige Ministerin für Auswärtige Beziehungen und Handel.

## Biografie
Batmönchiin Battsetseg hat 1996 einen Bachelor of Arts in Internationalen Beziehungen von der Nationaluniversität der Mongolei bekommen. Später bekam sie den Bachelor of Business Administration von der Universität für Finanzen und Wirtschaft. Zudem absolvierte sie im Jahr 2005 einen Master of Business Administration an der Maastricht School of Management. Zuvor hat sie als stellvertretende Außenministerin gearbeitet. Batmönchiin spricht Mongolisch, Englisch und Russisch. Außerdem ist sie verheiratet und hat drei Kinder.